# Tour de Pekín
El Tour de Pekín (oficialmente: Tour of Beijing; en chino: 环北京职业公路自行车赛) fue una carrera ciclista profesional china que se disputó en Pekín y sus alrededores, durante el mes de octubre.
Fue la primera carrera creada exclusivamente para la competición del UCI WorldTour y la primera en Asia dentro de la máxima categoría mundial. Siendo su primera edición en el 2011 y la última en 2014.
En principio su organizador iba a ser directamente la Unión Ciclista Internacional (UCI), ya que estos fueron los impulsores de la misma, sin embargo cedió su organización a Amaury Sport Organisation con más experiencia en estos eventos.

## Historia

### Protestas de equipos y corredores
La carrera vino precedida de cierta polémica ya que al ser la única organizada por la UCI los equipos y corredores entendieron que podía ser buen escaparate para presionar al organismo. Así anunciaron que no acudirían si se seguía con la prohibición de usarse los pinganillos en la mayoría de carreras. Posteriormente la UCI tuvo que recular y prorrogó la decisión de la supresión total de ese instrumento de comunicación hasta el 2013 disputándose la carrera con normalidad.
Después de esa primera edición, a pesar de que según los ciclistas la organización fuese buena, excepto un incidente con una pancarta que afectó a Yannick Eijssen, hubo ciertos malestares en aspectos ajenos a la misma como la posible contaminación por clembuterol en la carne, el caos circulatorio para entrenar y sobre todo la polución (que quintuplica la máxima permitida). Incluso algunos anónimamente llegaron a comentar que: "Somos marionetas de la UCI", “Éste no es el ciclismo que queremos. Esto, sobre todo para algunos, es hacer caja descaradamente”, o “Y que no nos digan que están abriendo mercados, porque no es verdad”; entre otras duras críticas.
Al comienzo de la 2ª edición Pablo Lastras llegó a declarar que: "El año pasado tuve una mala experiencia. Los primeros días por lo peligroso que es el tráfico aquí. Es difícil salir del centro porque la gente se salta los semáforos y en el carril bici te vienen de frente".

## Palmarés
| Año  | Ganador          | Segundo           | Tercero              |
| ---- | ---------------- | ----------------- | -------------------- |
| 2011 | Tony Martin      | David Millar      | Chris Froome         |
| 2012 | Tony Martin      | Francesco Gavazzi | Edvald Boasson Hagen |
| 2013 | Beñat Intxausti  | Daniel Martin     | David López García   |
| 2014 | Philippe Gilbert | Daniel Martin     | Esteban Chaves       |

## Palmarés por países
| País     | Victorias |
| Alemania | 2         |
| España   | 1         |
| Bélgica  | 1         |